# Franklin Lakes
Franklin Lakes ist eine Stadt im Bergen County, New Jersey, USA. Das U.S. Census Bureau hat bei der Volkszählung 2020 eine Einwohnerzahl von 11.079 ermittelt.

## Geographie
Die geographischen Koordinaten der Stadt sind 41°0'38" nördliche Breite und 74°12'30" westliche Länge.
Nach dem amerikanischen Vermessungsbüro hat die Stadt eine Gesamtfläche von 25,5 km², wovon 24,5 km² Land und 1,0 km² (3,87 %) Wasser ist.

## Geschichte
Der National Park Service weist für Franklin Lakes 14 Bauwerke und Stätten im National Register of Historic Places (NRHP) aus (Stand 28. November 2018).

## Demographie
Nach der Volkszählung von 2000 gibt es 10.422 Menschen, 3.322 Haushalte und 2.959 Familien in der Stadt. Die Bevölkerungsdichte beträgt 425,8 Einwohner pro km². 91,35 % der Bevölkerung sind Weiße, 0,92 % Afroamerikaner, 0,11 % amerikanische Ureinwohner, 6,33 % Asiaten, 0,01 % pazifische Insulaner, 0,41 % anderer Herkunft und 0,86 % Mischlinge. 2,74 % sind Latinos unterschiedlicher Abstammung.
Von den 3.322 Haushalten haben 43,9 % Kinder unter 18 Jahre. 82,0 % davon sind verheiratete, zusammenlebende Paare, 4,8 % sind alleinerziehende Mütter, 10,9 % sind keine Familien, 8,6 % bestehen aus Singlehaushalten und in 4,1 % Menschen sind älter als 65. Die Durchschnittshaushaltsgröße beträgt 3,13, die Durchschnittsfamiliengröße 3,34.
28,7 % der Bevölkerung sind unter 18 Jahre alt, 4,9 % zwischen 18 und 24, 24,1 % zwischen 25 und 44, 31,1 % zwischen 45 und 64, 11,2 % älter als 65. Das Durchschnittsalter beträgt 41 Jahre. Das Verhältnis Frauen zu Männer beträgt 100:97,5, für Menschen älter als 18 Jahre beträgt das Verhältnis 100:95,7.
Das jährliche Durchschnittseinkommen der Haushalte beträgt 132.373 USD, das Durchschnittseinkommen der Familien 142.930 USD. Männer haben ein Durchschnittseinkommen von 97.233 USD, Frauen 45.588 USD. Der Prokopfeinkommen der Stadt beträgt 59.763 USD. 3,2 % der Bevölkerung und 2,6 % der Familien leben unterhalb der Armutsgrenze, davon sind 3,1 % Kinder oder Jugendliche jünger als 18 Jahre und 6,8 % der Menschen sind älter als 65.

## Persönlichkeiten
- Dylan Harper (* 2006), Basketballspieler